# Шале (Шаранта)
Шале́ (фр. Chalais) — коммуна во Франции, находится в регионе Пуату — Шаранта. Департамент — Шаранта. Главный город кантона Шале. Округ коммуны — Ангулем.
Код INSEE коммуны — 16073.

## География
Коммуна расположена приблизительно в 440 км к юго-западу от Парижа, в 150 км южнее Пуатье, в 45 км к югу от Ангулема.
Шале расположена в бассейне реки Дордонь. Через территорию коммуны с севера на юг протекает река Тюд.

## Население
Население коммуны на 2008 год составляло 1910 человек.
| 1962 | 1968 | 1975 | 1982 | 1990 | 1999 | 2008 |
| ---- | ---- | ---- | ---- | ---- | ---- | ---- |
| 1703 | 1834 | 2538 | 2204 | 2172 | 2032 | 1910 |

## Климат
Климат океанический. Ближайшая метеостанция находится в городе Коньяк.
| Показатель                        | Янв. | Фев. | Март | Апр. | Май  | Июнь | Июль | Авг. | Сен. | Окт. | Нояб. | Дек. | Год   |
| --------------------------------- | ---- | ---- | ---- | ---- | ---- | ---- | ---- | ---- | ---- | ---- | ----- | ---- | ----- |
| Средний суточный максимум, °C     | 8,7  | 10,5 | 13,1 | 15,9 | 19,5 | 23,1 | 26,1 | 25,4 | 23,1 | 18,5 | 12,4  | 9,2  | 17,7  |
| Средняя температура, °C           | 5,4  | 6,7  | 8,5  | 11,1 | 14,4 | 17,8 | 20,2 | 19,7 | 17,6 | 13,7 | 8,6   | 5,9  | 12,5  |
| Средний суточный минимум, °C      | 2,0  | 2,8  | 3,8  | 6,2  | 9,4  | 12,4 | 14,4 | 14,0 | 12,1 | 8,9  | 4,7   | 2,6  | 7,8   |
| Норма осадков, мм                 | 80,4 | 67,3 | 65,9 | 68,3 | 71,6 | 46,6 | 45,1 | 50,2 | 59,2 | 68,6 | 79,8  | 80,0 | 783,6 |
| Источник: Relevé météo des Cognac |      |      |      |      |      |      |      |      |      |      |       |      |       |

## Администрация
| Период | Период | Фамилия           | Партия                                  | Примечания               |
| ------ | ------ | ----------------- | --------------------------------------- | ------------------------ |
| 1989   | 2001   | Жан Лакамуар      | Социалистическая партия → Разные правые | член генерального совета |
| 2001   | 2008   | Жан-Клод Деланнуа | Социалистическая партия                 |                          |
| 2008   | 2014   | Жан-Клод Мори     | правые центристы                        | инженер                  |

## Экономика
В 2007 году среди 1024 человек в трудоспособном возрасте (15—64 лет) 691 были экономически активными, 333 — неактивными (показатель активности — 67,5 %, в 1999 году было 65,4 %). Из 691 активных работали 600 человек (302 мужчины и 298 женщин), безработных было 91 (41 мужчина и 50 женщин). Среди 333 неактивных 44 человека были учениками или студентами, 146 — пенсионерами, 143 были неактивными по другим причинам.

## Достопримечательности
- Замок Шале[фр.] (XI—XVI века). Исторический памятник с 2002 года[3]
- Церковь Сен-Марсьяль. Исторический памятник с 1902 года[4]
- Монастырь Сен-Марсьяль (XVII век). Исторический памятник с 1991 года[5]
  - Бронзовый колокол (1583 год). На колоколе выгравирована надпись: I.H.S. M.A. BERTRAND DE LA TOUR, SR D’YVIER ET JEANNE LA CHABANNE, PERIN ET MERINE 1583 ; transcription : SIT NOMEN DOMINI BENEDICTUM. Исторический памятник с 1943 года[6]
  - Картина «Портрет Франсуазы де Манлюк, принцессы де Шале» (XVII век). Исторический памятник с 1908 года[7]
- Церковь Сент-Мари
- Церковь Сен-Кристоф
- Церковь Сериньяк
- Часовня Нотр-Дам (1870 год)

## Города-побратимы
- Бад-Заульгау (Германия, с 1981)[8]
- Шале (Швейцария, с 1986)[8]
- Штиринг-Вендель (Франция, с 1939)

## Фотогалерея

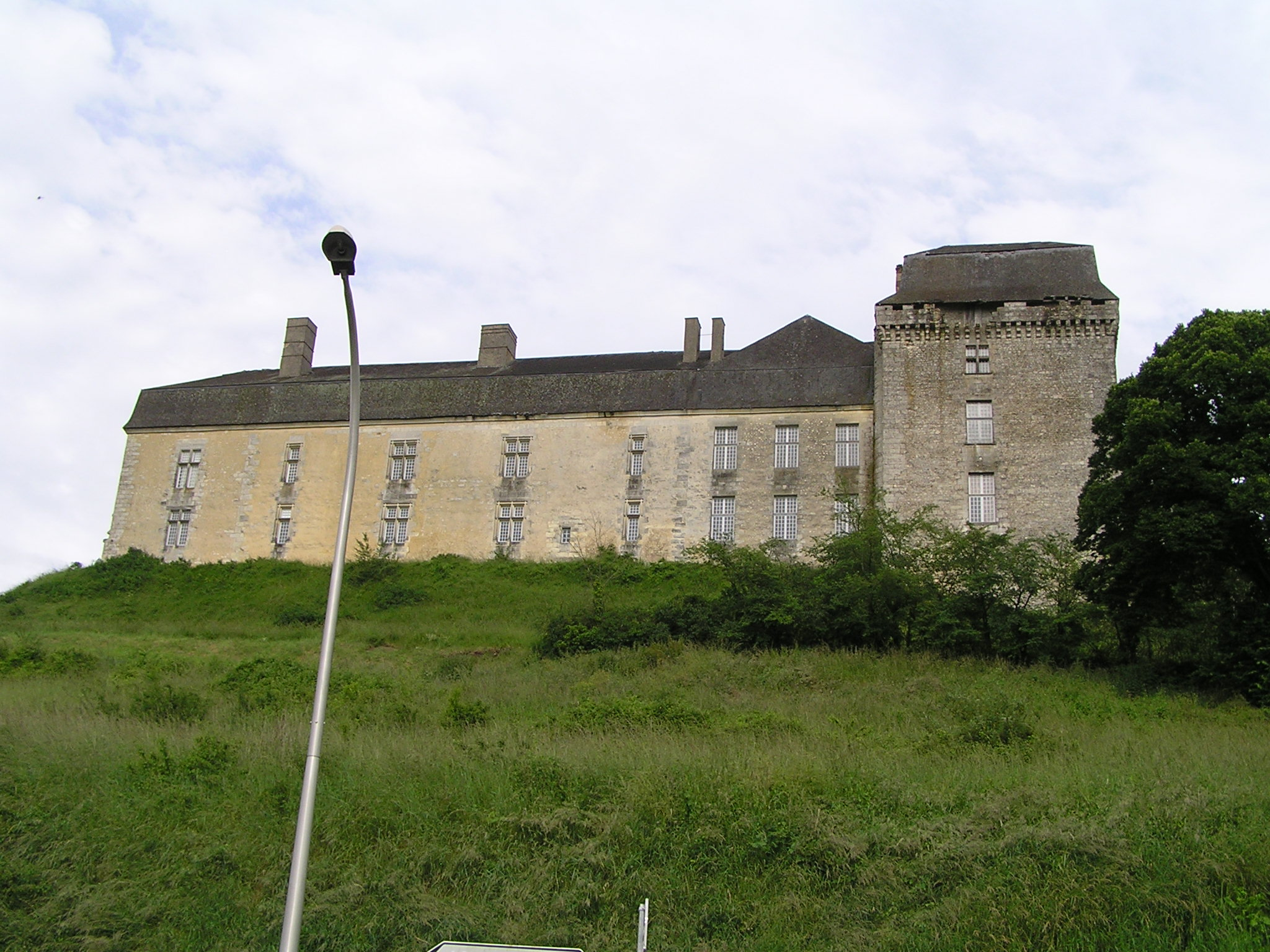
Замок Шале
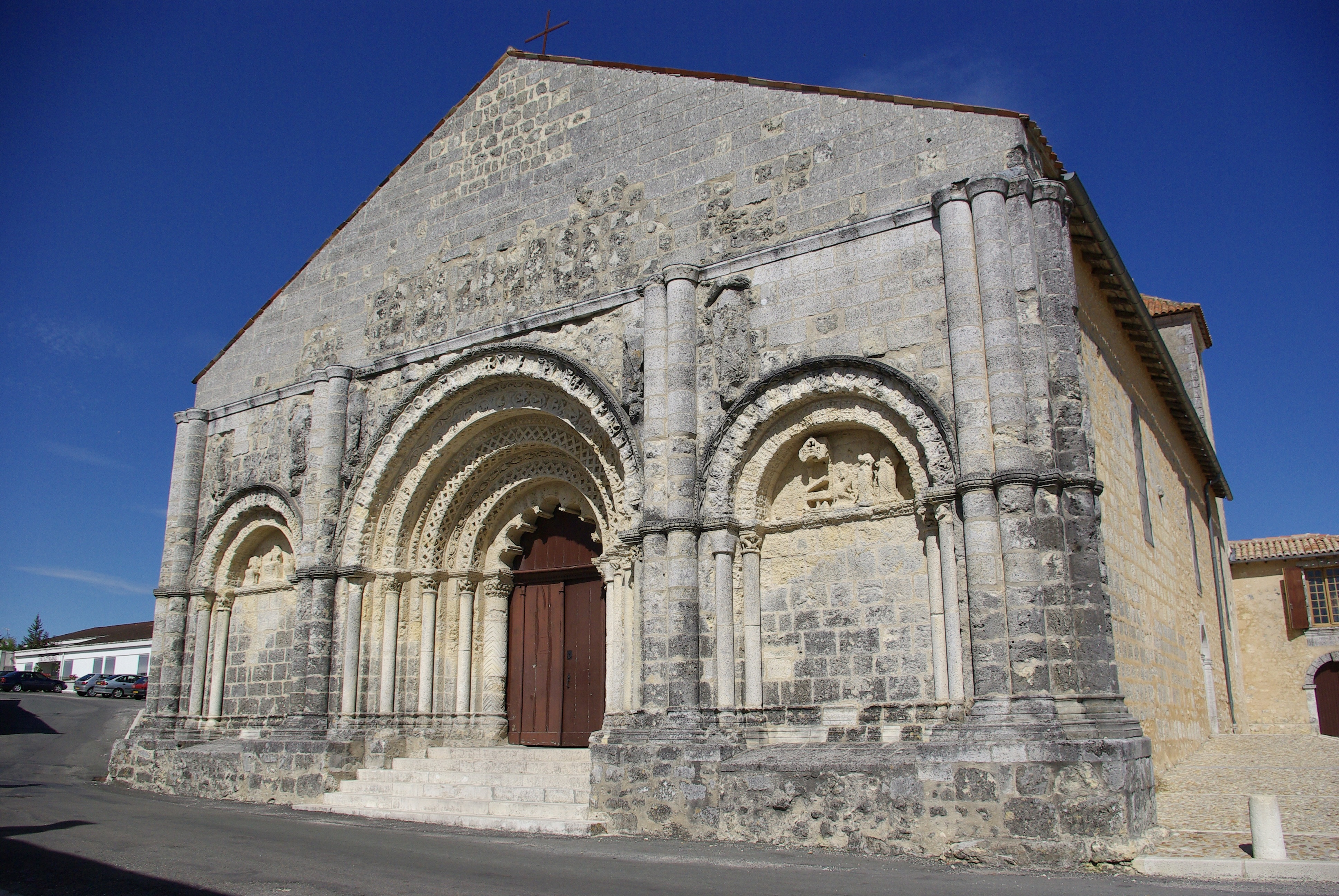
Церковь Сен-Марсьяль
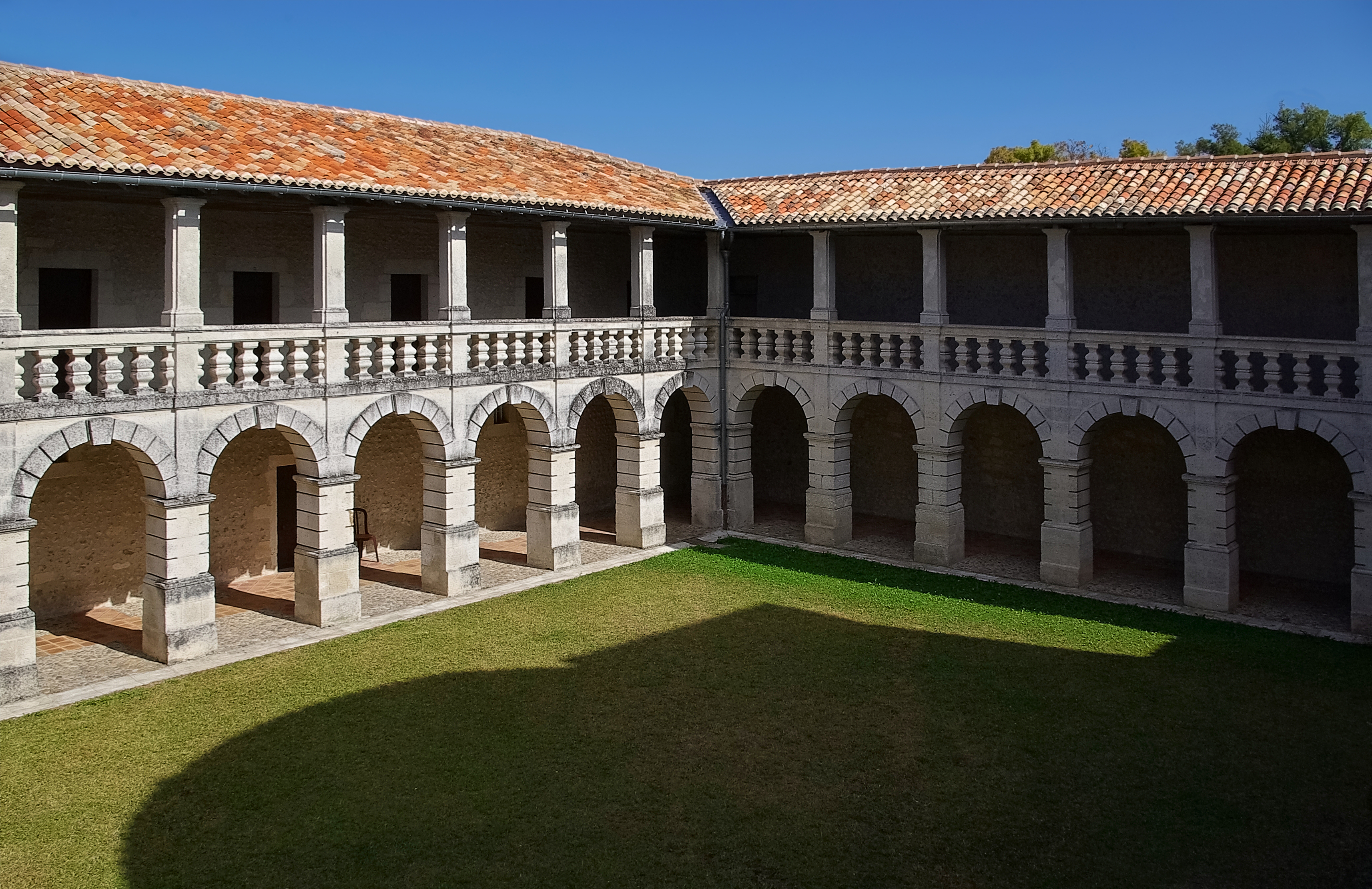
Монастырь Сен-Марсьяль
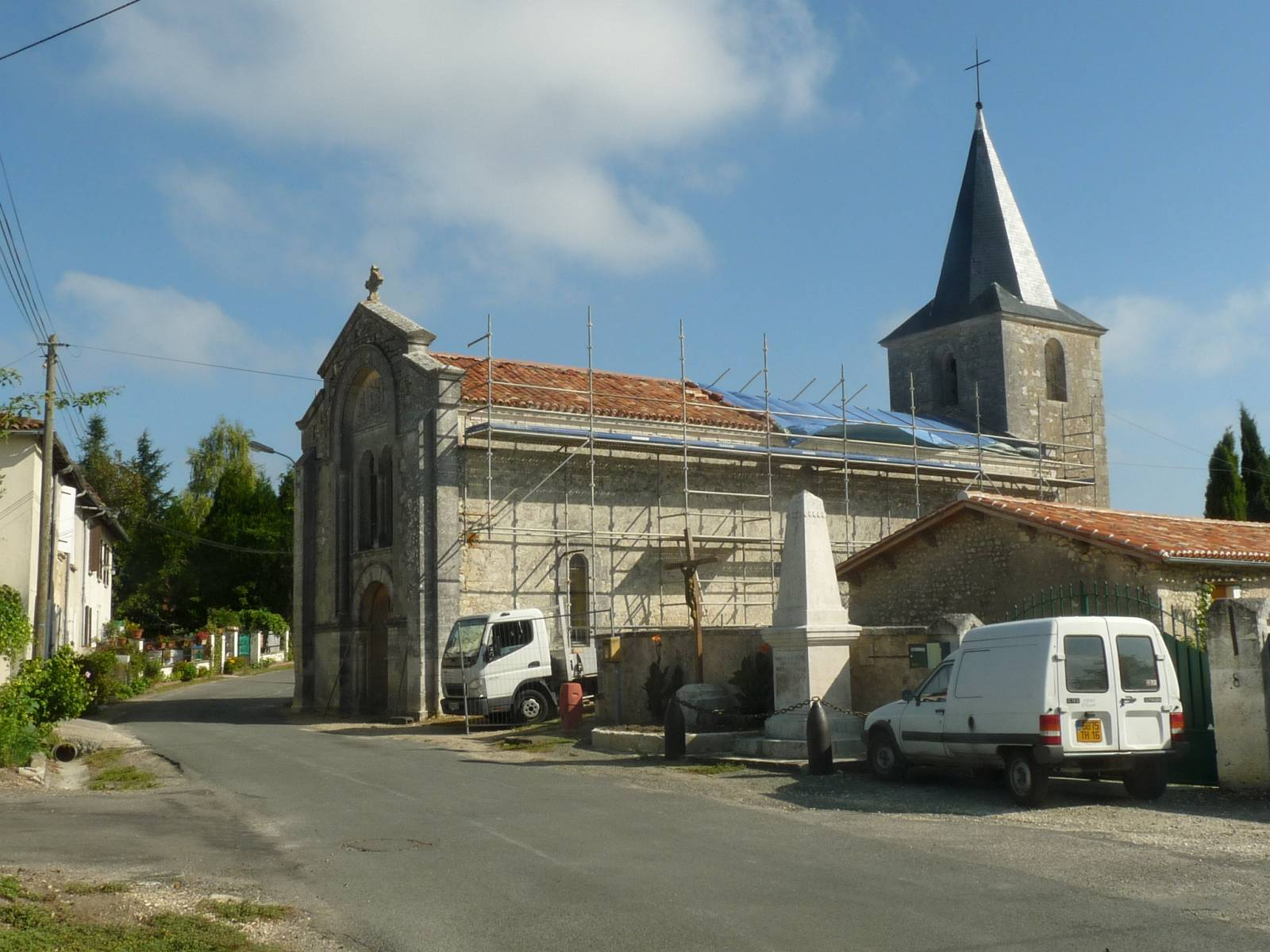
Церковь Сент-Мари
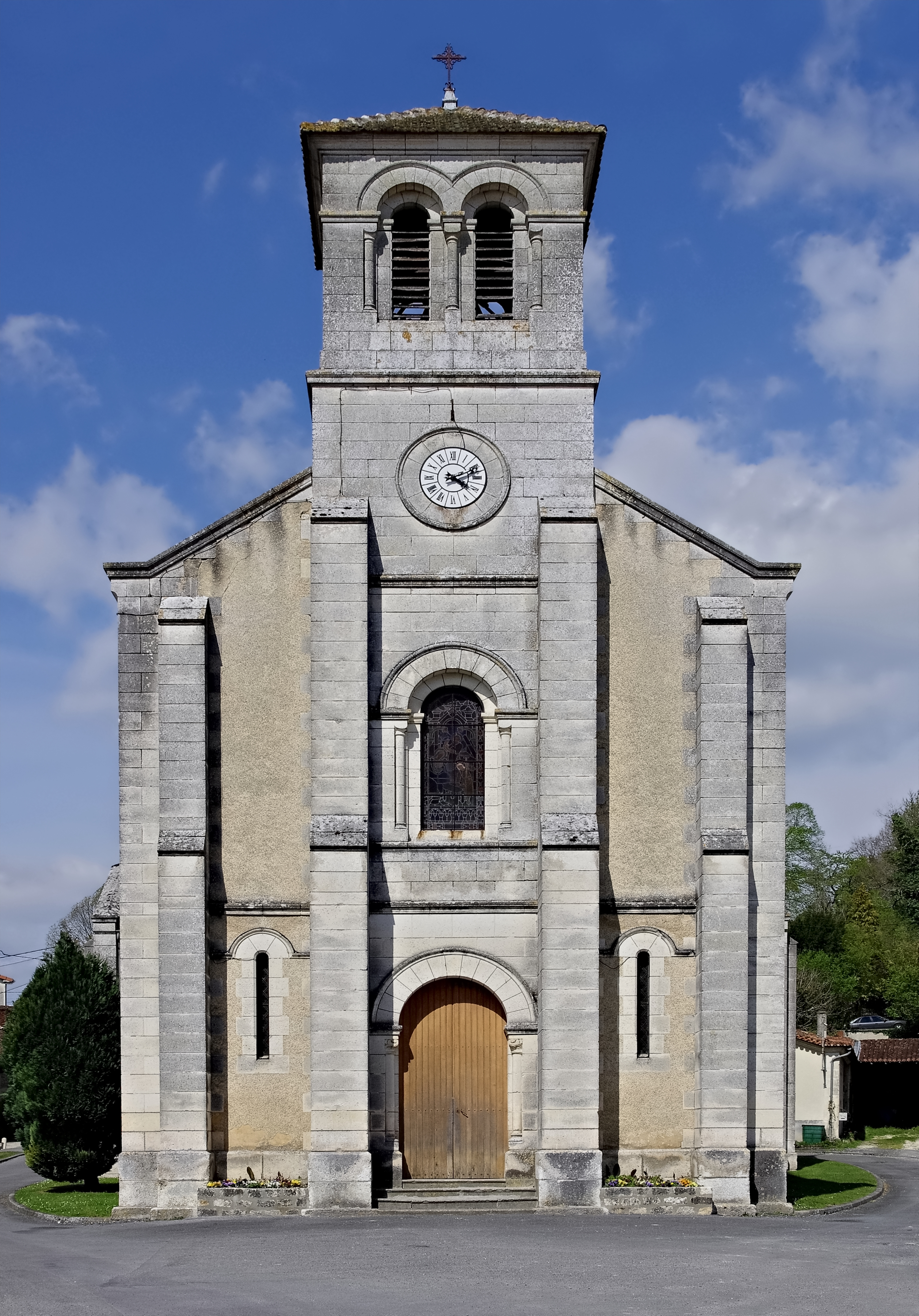
Церковь Сен-Кристоф
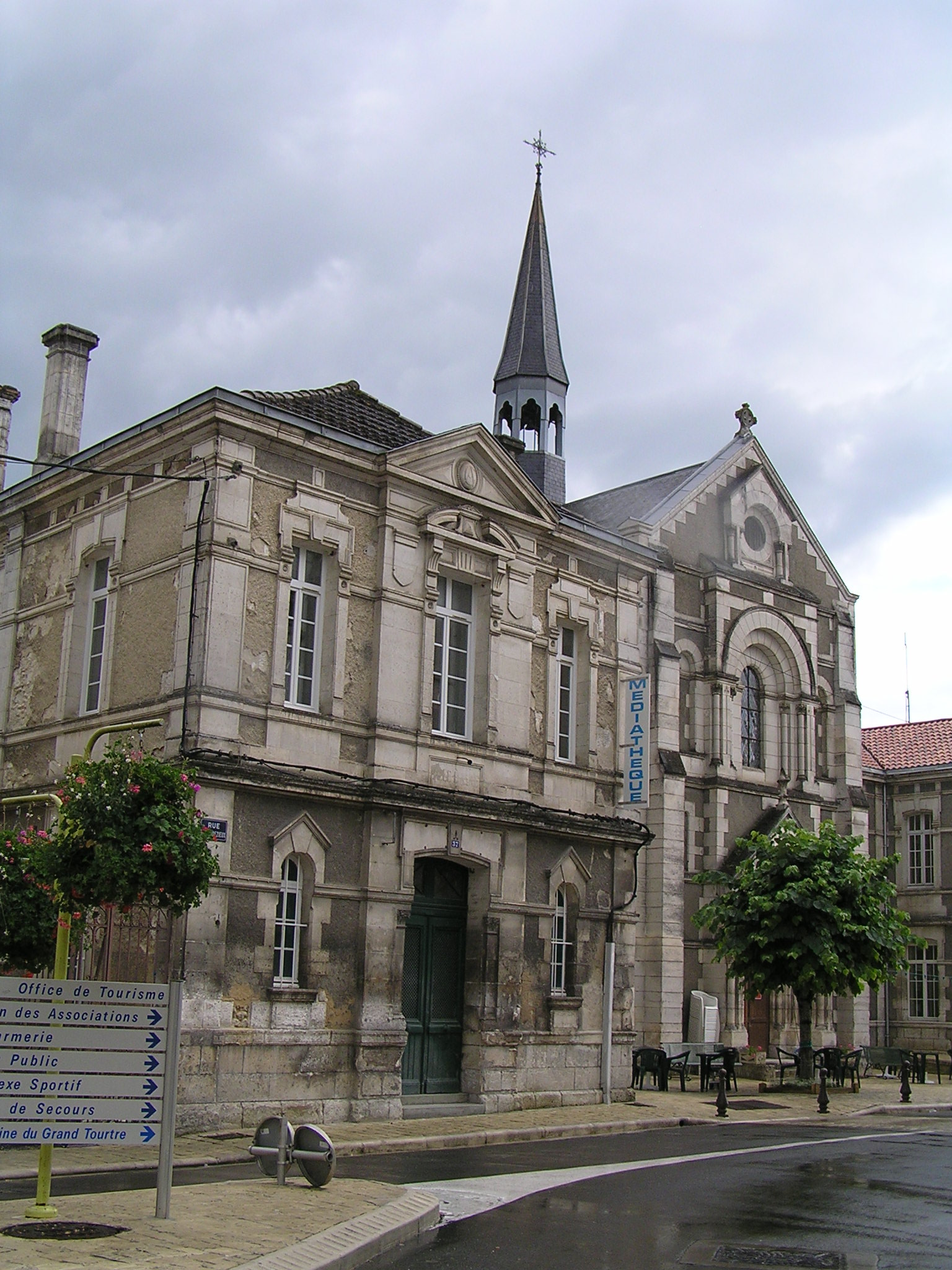
Часовня Нотр-Дам